# Angelo Acciaiuoli de Melfi
Angelo Acciaiuoli, fill de Niccolò Acciaiuoli, fou comte de Malta i Gozo des del 1358. Fou el segon comte de Melfi, comte de Gerace, senyor sobirà de Corint (1365-1371) i senyor de Rapolla, Tramonti, Roccapiemonte, Maiori, Gragnano, Pino, Scafati, Nocera dei Pagani, Cisterna, Spinazzola, Troppa, Seminara, Cava, Buccino, San Marzano, Valle i Civitella d'Abruzzo. Fou gran senescal del regne de Sicília i governador de les terres napolitanes a Sicília (1364).
Va morir a Messina vers el 1380.